# Pfarrkirche Maria Himmelfahrt (Völs)

Pfarrkirche Mariä Himmelfahrt in Völs, Südansicht

Die Pfarrkirche Maria Himmelfahrt ist eine Kirche in Völs am Schlern in Südtirol. Sie nimmt den höchsten Punkt der Hügelkuppe von Untervöls ein. Seit 1927 trägt sie nach einer Verfügung des Trientner Fürstbischofs Coelestin Endrici den Titel Erzpfarrkirche und der jeweilige Pfarrer den Titel Erzpfarrer.

## Geschichte
Die Pfarrkirche Maria Himmelfahrt wird urkundlich erstmals 1170 erwähnt, dürfte aber als Altpfarre an der Südgrenze des Brixner Bistums wesentlich älter sein. Der ursprüngliche romanische Bau war ein einschiffiger, rechteckiger Bau von beachtlicher Größe. Nach einem Brand im Jahr 1440 wurde die Kirche mit gotischen Elementen wiederhergestellt.
1515 ließ Landeshauptmann Leonhard von Völs, für seine Bauleidenschaft bekannt, das ganze Gebäude abreißen, um den heutigen Bau zu errichten. Finanziert wurde das Projekt durch Geldspenden, die am Patroziniumsfest im Tausch für vollkommenen Ablass eingesammelt wurden. Die Kirche bekam auch eine neue Uhr, die nach Vertragsklausel schöner und größer als die von Kastelruth sein sollte. Der Bau wurde erst um 1570 vollendet, da die Bauernkriege für eine Verzögerung von 30 Jahren sorgten. Nachdem am 17. April 1703 das Dach des Turms und der Kirche abgebrannt war, wurde der Turm achteckig erhöht und mit einer Zwiebelhaube versehen; in dieser Form präsentiert sich die Kirche heute.

## Ausstattung der Kirche

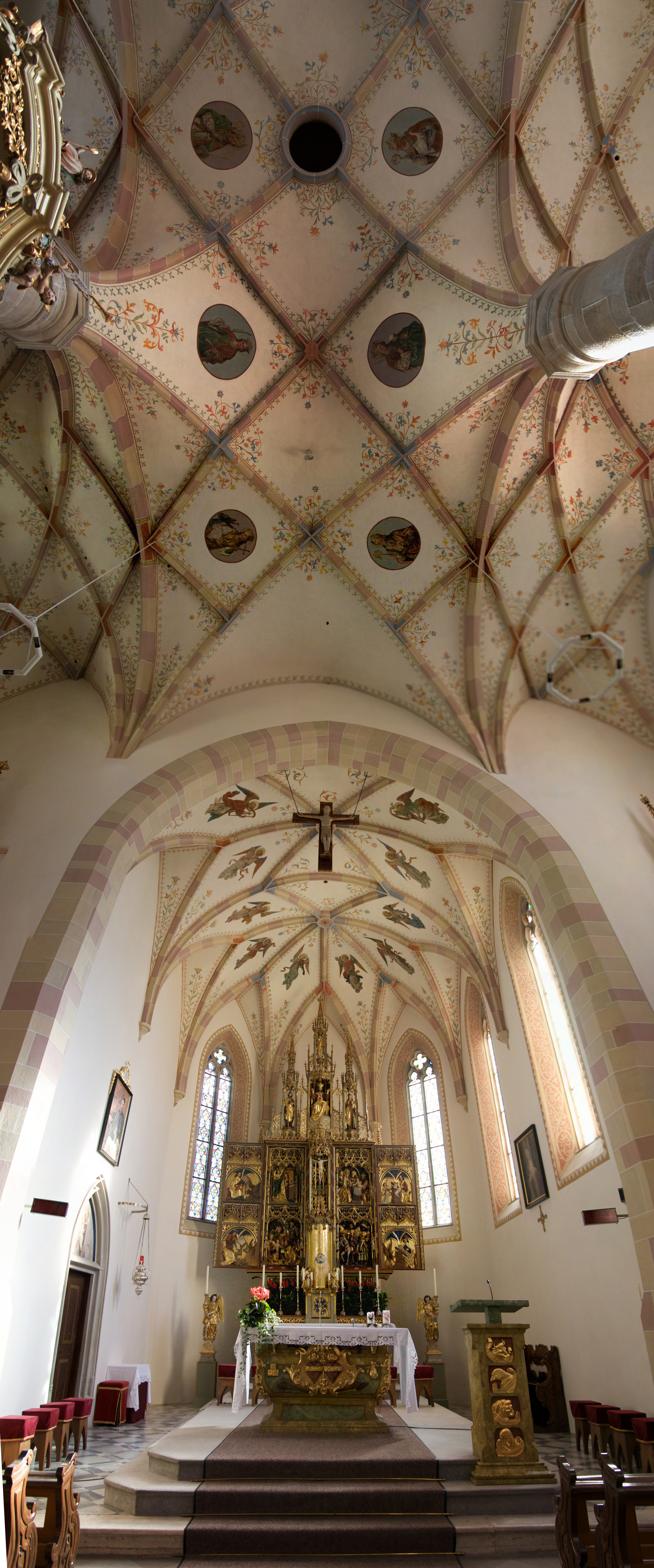
Gewölbe und Altar der Pfarrkirche Maria Himmelfahrt

### Romanisches Kreuz
Das älteste und wohl auch bedeutendste Inventarstück, das heute im angrenzenden Pfarrmuseum gezeigt wird, ist ein romanisches Kruzifix aus der Zeit um 1200. Es wurde 1938 vom Inspektor des Denkmalamtes Nicolò Rasmo in einer Abstellkammer der Kirche entdeckt. Da es bemalt war und als österlicher Grablieger verwendet wurde, musste es restauriert werden. Das Kruzifix gilt als ältestes romanisches Kruzifix in Südtirol.
Über die Herkunft gibt es nur Vermutungen: entweder stammt es aus Bozen, das zur damaligen Zeit ein bedeutendes Kulturzentrum war, oder aus dem Kloster Neustift, dem die Pfarre Völs inkorporiert ist, wofür die stilistische Ähnlichkeit mit damals in Klöstern sehr verbreiteten Kreuzigungsgruppen spricht, wie eine in der Innichner Stiftskirche erhalten ist.
Das Kreuz stellt Christus nicht als leidenden Menschensohn, sondern in einer ruhenden, hoheitsvollen Haltung dar. Wie für romanische Kruzifixe typisch, betont es das Gottkönigtum Christi und seinen Triumph über Tod und Sünde.

### Der Hochaltar
Der Flügelaltar, der heute (in veränderter Form) noch erhalten ist, wurde in den achtziger Jahren des 15. Jahrhunderts angeschafft. Wie eine Inschrift auf der Rückseite zeigt, stammt das Werk von Meister Narziss aus Bozen.
Im Zuge der Barockisierung der Pfarrkirche um 1700 wurde der Altar in der Kirche St. Martin in Ums untergebracht. Erst 1904 wurde der Altar wieder in der Pfarrkirche Maria Himmelfahrt aufgebaut, dabei allerdings in zwei Hälften zerteilt und neugotisch gefasst. Der Sockel, der Aufbau mit den drei Skulpturen (Christus als König, Apostel Johannes und Thomas), das sogenannte Gesprenge, die Schreinwächter Georg und Florian und der Tabernakel wurden auch in dieser Zeit ergänzt.
Im Schrein werden drei wichtige Momente der Heilsgeschichte in Relief dargestellt: Verkündigung, Darstellung im Tempel und Erscheinung des Herrn. An der Innenseite der Schreinflügel, die normalerweise Szenen aus dem Leben Mariens enthält, sind hier die Evangelisten in Halbrelief dargestellt. Die äußere Flügelseite zeigt vier gemalte Passionsszenen: Ölberg, Dornenkrönung, Geißelung und Kreuztragung.

### Kanzel
Die kunstvoll verzierte Kanzel aus dem Jahr 1774 hat, zusammen mit der Rokoko-Orgel, die Barockfeindlichkeit des frühen 20. Jahrhunderts überlebt.
Eine angewendelte Treppe, die mit geschnitzten, vergoldeten Reliefs verziert ist, führt zum achteckigen Korb. Zwei Engel, an der Säule befestigt, scheinen einen Vorhang, der zum Kanzeldeckel überleitet, auseinanderzuziehen. Auf dessen Unterseite schwebt auf Wolken und Strahlenkranz als Taube der Heilige Geist. Auf dem Kanzeldeckel thront ein Posaunenengel.

### Orgel

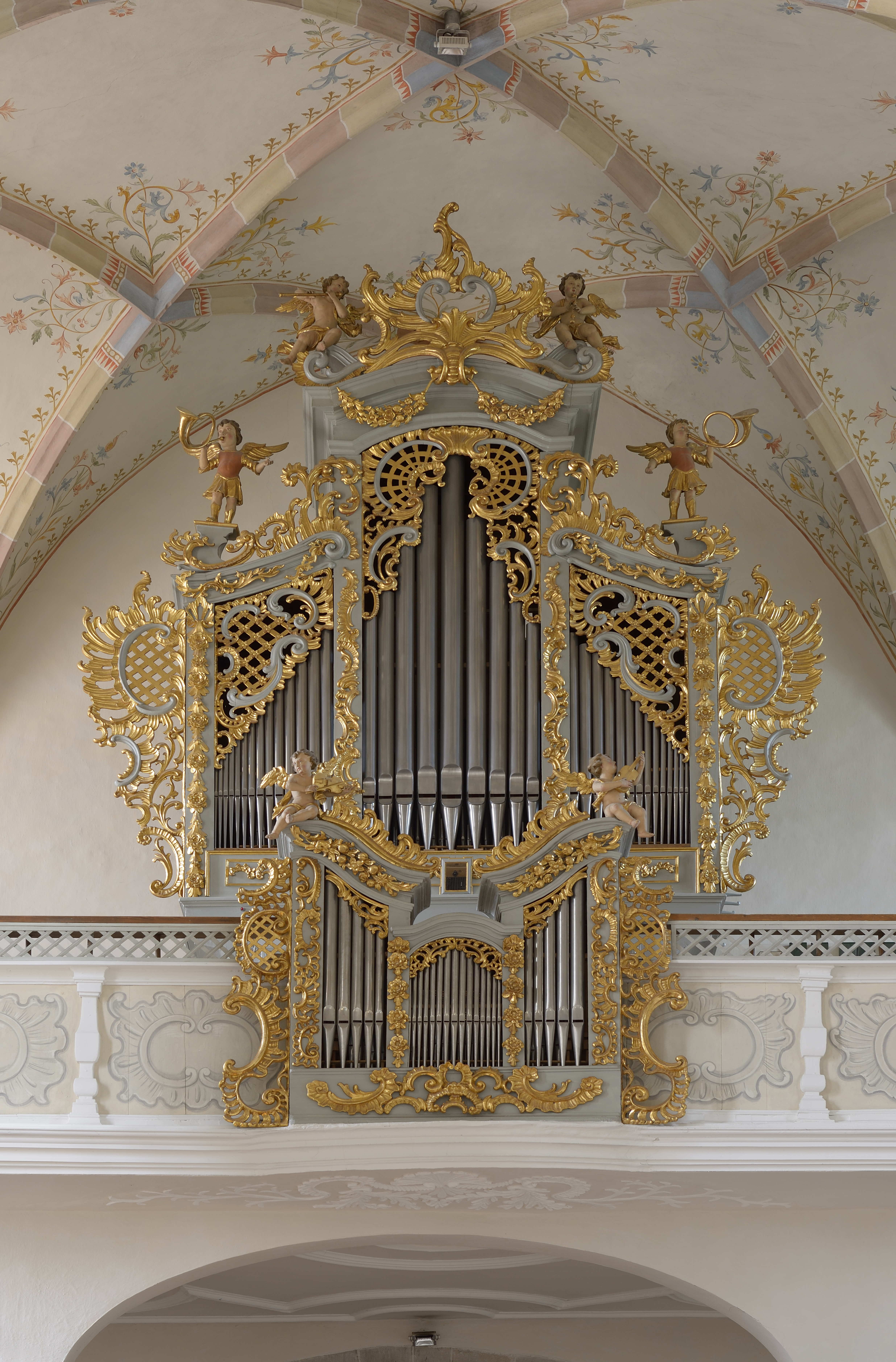
Orgelprospekt

Wurde um 1760 von Ignaz Franz Wörle erbaut.
| I Hauptwerk C–f3 |                      |     |
| 1.               | Principal            | 8′  |
| 2.               | Mixtur III           | 1′  |
| 3.               | Superoctav           | 2′  |
| 4.               | Quint                | 3′  |
| 5.               | Cornet III-IV        | 2′  |
| 6.               | Spitzflöte           | 4′  |
| 7.               | Octav                | 4′  |
| 8.               | Flaute               | 8′  |
| 9.               | Principal piano      | 8′  |
| 10.              | Bordun (ab c0)       | 16′ |
|                  | Glockenspiel (c0–c3) | 2′  |

| II Rückpositiv C–f3 |                |       |
| 11.                 | Octav          | 4′    |
| 12.                 | Superoctav     | 2′    |
| 13.                 | Flaute travers | 4′    |
| 14.                 | Dulcian        | 8′    |
| 15.                 | Copl           | 8′    |
| 16.                 | Quint (ab c0)  | 1 ⁄2′ |

| Pedal C–gis0 |     |
| 17. Violon   | 8′  |
| 18. Octavbaß | 8′  |
| 19. Subbaß   | 16′ |
| 20. Posaune  | 8′  |

- Koppeln: Manual-Coppel, Pedal-Copper

## Gottesdienste

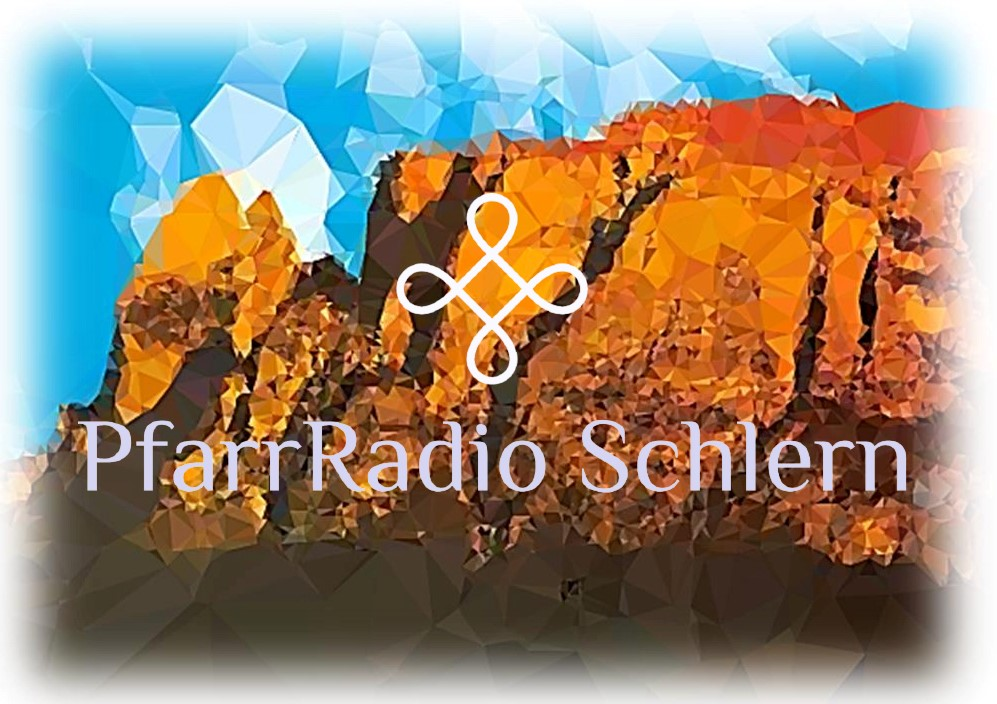
Logo von PfarrRadio Schlern

Seit 21. Juni 2019 überträgt die Internetradiostation PfarrRadio Schlern die Gottesdienste aus der Pfarrkirche Mariä Himmelfahrt, Konzerte und andere Veranstaltungen, die in den Pfarrkirchen von Völs und Völser Aicha stattfinden. Außerdem werden regelmäßig Festgottesdienste aus der Stiftsbasilika von Neustift bei Brixen übertragen. Bei Bedarf werden auch Gottesdienste aus anderen Kirchen im In- und Ausland übernommen, vor allem Beerdigungen von Persönlichkeiten, die das kirchliche Leben in Völs am Schlern mitgeprägt haben.
Das Internetportal Phonostar listete PfarrRadioSchlern seit 2021 ununterbrochen unter den beliebtesten zehn Sendern für das Nischenprodukt „Christliche Musik“.